# Gmeinder DE 500
A Gmeinder DE 500, később DE 500 Co, majd DE 500 C, háromtengelyes dízel-villamos tolatómozdony-sorozat, melyet a Gmeinder–Kaelbe gyártott 1981 és 1991 között, összesen tíz példányban. A típus elektromos berendezéseit a Siemens szállította. Az egyik gépet a Deutsche Bundesbahn 1983-ban 259 003-2 pályaszámon tesztüzemben használta, azonban még ugyanebben az évben megvált tőle és egyetlen példányt sem rendelt a típusból.
Az 1980-as évek elején történt három legyártott mozdonyon, közöttük a Deutsche Bundesbahn által is kipróbált egységet, mindegyike alig 20 év szolgálat után selejtezték. A típussorozat többi hét, az 1990 és 1991 között a BASF és a Mülheimer VerkehrsGesellschaft részére legyártott hét példány a korai gépektől eltérő kialakításúak voltak. A BASF gépei egész életükben a vállalat ludwigshafeni főüzemében voltak használatban. Ezek 2015-ben, 25 év szolgálat után visszakerültek a Gmeinder mosbachi üzemébe, ahol eladásra kínálták azokat. A Mülheimer VerkehrsGesellschaft a mozdonyát a Mülheim an der Ruhr-i kikötői vasúton üzemeltette, amíg 2005-ben el nem adta azt a Bentheimer Eisenbahnnak.

## Üzemeltetők
| Gmeinder DE 500 C mozdonyok listája |             |                                                                |                                                              | |
| Gyártási szám                       | Gyártás éve | Első üzemeltető                                                | Legutóbbi üzemeltető                                         | Megjegyzés |
| 5591                                | 1981        | Ruhrkohle AG, Zechenbahn- und Hafenbetriebe Ruhr-Mitte „V 510” | Ruhrkohle AG, Zechenbahn- und Hafenbetriebe Ruhr-Mitte „560” | 1997 decemberében selejtezték |
| 5623                                | 1983        | Gmeinder (bemutatómozdony)                                     | On Rail                                                      | 1983-ban a Deutsche Bundesbahnnál 259 003-2 pályaszámon tesztelték, majd még ebben az évben a Brigitta und Elwerathhoz került, ahol a 2000-es évek elejéig szolgált. 2003-ban az On Rail mozdonykerekedő megvette, 2013-ban a Westfälische Lokomotiv-Fabrik Hattingen Reuschling selejtezte |
| 5629                                | 1983        | Mannesmann AG Hüttenwerke „70”                                 | Mainische Feldbahnen (bérmozdony)                            | Holléte ismeretlen |
| 5686                                | 1990        | BASF „50”                                                      | Gmeinder                                                     | |
| 5687                                | 1990        | BASF „51”                                                      | Gmeinder                                                     | |
| 5688                                | 1990        | BASF „52”                                                      | Gmeinder                                                     | |
| 5692                                | 1991        | Mülheimer VerkehrsGesellschaft „8”                             | Bentheimer Eisenbahn „D 5”                                   | UIC-pályaszáma: 98 80 0550 007-5 D-BE |
| 5693                                | 1991        | BASF „53”                                                      | TSR Recycling                                                | 2015-ben a Gmeinder visszavásárolta, majd 2016-ban a „DE60 C Hybrid” típusprogramja szerint modernizálta |
| 5694                                | 1991        | BASF „54”                                                      | Gmeinder                                                     | |
| 5698                                | 1991        | BASF „55”                                                      | Gmeinder                                                     | |

## Fordítás
- Ez a szócikk részben vagy egészben  a   Gmeinder DE 500 című német Wikipédia-szócikk ezen változatának fordításán alapul.  Az eredeti cikk szerkesztőit annak laptörténete sorolja fel. Ez a jelzés csupán a megfogalmazás eredetét és a szerzői jogokat jelzi, nem szolgál a cikkben szereplő információk forrásmegjelöléseként.